# Мистер Мазохист
Мистер Мазохист (англ. Mister Slave, дословно «Мистер Раб») — второстепенный персонаж американского мультсериала «South Park». Точная транскрипция его имени звучит как Мистер Слейв, что в дословном переводе значит «Мистер Раб». Неизвестно, является ли это его настоящим именем. Неизвестна также его национальность, но в эпизоде «Концлагерь терпимости» Эрик вполголоса говорит Крейгу, что этот мазохист какой-то пакистанец или типа того.
В эпизоде «Видеонабор тупой испорченной шлюхи» можно увидеть кадры из детства мистера Мазохиста.
Впервые мистер Мазохист появляется в эпизоде «Концлагерь терпимости» — Мистер Гаррисон узнаёт, что если его выгонят из школы за его сексуальную ориентацию, то он получит 25 миллионов долларов. Он приглашает на занятия мистера Мазохиста в качестве помощника учителя (таким образом, мистер Мазохист становится заменой мистеру Шляпе), чтобы публично проафишировать гомосексуальную ориентацию, и во время урока начинает подвергать его жестокому садизму и даже запускает ему в задний проход хомячка. Во время своего путешествия внутри мистера Мазохиста хомячок встречается с духами, которые пытаются ему всячески помочь и говорят, что, если он выберется, то станет королём хомячков. Несмотря на то, что хомячок проделывает этот трудный путь и тем самым освобождает души погибших, позднее, в эпизоде «Видеонабор тупой испорченной шлюхи», духи снова являются Пэрис Хилтон, тоже оказавшейся в прямой кишке Мистера Мазохиста. Эту странность можно объяснить тем, что это души уже других животных.
Мистер Мазохист проживал вместе с мистером Гаррисоном до тех пор, пока тот не сменил пол в эпизоде «Новая модная вагина мистера Гаррисона»; после этого он бросил его, так как ему нравятся мужчины. Позже мистер Мазохист становится мужем большого Эла-гомосека.

## Внешность
Мистер Мазохист — мужчина атлетичного телосложения, одетый в характерный для садомазохистов кожаный наряд и чёрную фуражку.

## Личность
Несмотря на негативное первое впечатление, которое Мистер Мазохист может произвести, его образ жизни никак не характеризует его как личность. Мистер Мазохист очень добрый, сострадательный, самокритичный и рассудительный персонаж. Так, в серии «Видеонабор тупой испорченной шлюхи», Мистер Мазохист доказывает всем, что он «самая испорченная девка» на соревновании с Пэрис Хилтон, после чего разъясняет зрителям, как это плохо, быть «тупой испорченной шлюхой», как негативно это влияет на уровень культуры и почему это не является показателем «крутизны».
Его характерная фраза — манерное «Господи Иисусе!» (англ. Jesus Christ!).
По-видимому Мистер Мазохист, как и Мистер Гаррисон, имеет техническое образование. В эпизоде «Видеонабор тупой испорченной шлюхи», приветствуя Венди, он спрашивает: «Что? Опять помочь с математикой?»

## Прообраз
По ряду признаков можно предположить, что Мистер Мазохист является аллюзией на Фредди Меркьюри. Например в эпизоде «Концлагерь терпимости» Картман говорит Крейгу, что этот мазохист какой-то пакистанец или типа того, Фредди Меркьюри же (имя при рождении Фаррух Булсара) был этническим парсом. Так же наблюдается схожесть во внешнем виде и образе (довольно стереотипном).
Другим прообразом для Мистера Мазохиста может служить один из самых скандальных персонажей в рок-музыке, американский панк-музыкант - GG Allin. Джи-Джи носил характерного вида усы и бакены, часто оголялся на публике, вызывающе одевался. На своих концертах он часто выступал без одежды, разбивал себе о голову бутылки, бил себя микрофоном (или же вводил его себе в анальное отверстие), мочился на сцене, совершал акт дефекации. Настоящее имя Джи-Джи - Jesus Christ Allin (характерная фраза Мистера Мазохиста).